# Gozdarska hiša Falkenau
Gozdarska hiša Falkenau (v izvirniku Forsthaus Falkenau) je bila nemška serija, ki so jo predvajali med letoma 1989 in 2013. Producirala jo je Nemška filmska družba (ndF) v imenu televizijske hiše ZDF. Zadnja, 24. sezona, je bila premierno predvajana med 11. oktobrom in 27. decembrom 2013.
V središču dogajanja sta gozdarja. Do leta 2006 je bil to Martin Rombach, nato pa Stefan Leitner. Do leta 2011 se je serija odvijala v izmišljenem mestu Küblach v okrožju Freyung-Grafenau pri Passauu v bavarskem gozdu, nato pa do konca v prav tako izmišljenem kraju Störzing am Ammersee.

## Zgodba

### Sezona 1-17
V prvih sedemnajstih sezonah serija prikazuje gozdarja Martina Rombacha in vsakdanje življenje njegove družine. Rombach si prizadeva za ekološko kmetovanje, ki naj bi uravnotežilo tudi življenjski ciklus v gozdu.
Zgodba se začne s preselitvijo trgovca z lesom ovdovelega Martina Rombacha in njegove družine iz Augsburga v Küblach v bavarskem gozdu. Tam se zaposli kot gozdar in pozneje napreduje v gozdarskega uradnika. Z njim živijo otroci Andrea, Markus in Rica ter tašča Herta. Pogosto prihaja na obisk tudi njegova mama Inge, najprej iz Augsburga, kjer ima parfumerijo, nato pa iz Lanzaroteja, kjer živi z drugim možem Justusom Feiningerjem. Martin spozna Ricino učiteljico Jutto Marquart, ki postane njegova nova partnerka. Zbliža se tudi s Silvo Baroness von Bernried, s katero razvije tesno prijateljstvo. Prav tako postaneta njegova tesna zaupnika njegov šef Leonhard in njegov predhodnik Vinzenz Bieler, ki se pozneje poroči z njegovo taščo, babico Herto.
V nadaljevanju serija prikazuje nemirno Rombachovo življenje, ki je zaznamovano s stalnimi spremembami, ki so povezane predvsem z menjavo partnerk in rastočo družinsko mrežo. Po ločitvi od Jutte, ki se odseli v Kenijo, se Martin poroči z veterinarko Angeliko Grassmann. Z njo posvoji Petra Bellinghausa, ki je sin pokojnega gozdnega delavca, dobita pa še skupnega otroka, ki ga poimenujeta Florian. Po Angelikini smrti v nesreči Martin zaživi s kasnejšo tretjo ženo Susanno Mangold. Zakon razpade s Susannino vrnitvijo v rodni Berlin zaradi poklicnih razlogov. Martin se ponovno zaljubi v veterinarko Sophie von Haunstein.
Tudi Martinovi otroci pripeljejo v družino svoje partnerje. Andrea se poroči z živalskim biologom Tobiasom Arnhoffom in zaključi študij veterine v Küblachu. Pozneje ima afero z balonarjem Falkom Wachsmuthom, s katerim zanosi in dobi hčer Katharino. Tobias zapusti Andreo, ki nato umre v gozdnem požaru. Martin in Susanna vzameta Katharino k sebi. Markus, ki je poklicni mizar in pozneje prevzame žago Walzinger, se poroči s svojim dekletom, gozdarko Liso Carstens, vendar zakon propade. Pozneje se ponovno poroči z Anno Hansen in dobi sina Davida. Rica gre po stopinjah mačehe in starejše sestre in se loti študija veterine. Njen partner postane Falko Wachsmuth. Posvojenec Peter študira vrtnarstvo, pozneje pa skupaj z ženo, medicinsko pomočnico Melanie, odpre bio penzion na kmetiji staršev. Čez čas se morajo temu projektu odreči in se preselijo v Regensburg, kjer pa Peter zapusti ženo in sina Manuela. Zaposli se kot kuhar v gostilni Zum Ochsen in se po spravi spet vrne k družini.
Ob družini Rombach serija prikazuje še življenja drugih oseb. Martinova najboljša prijatelja sta Silva in Viktor Fabritius. Po propadu zakona Viktor ostane v Küblachu in upravlja grad Silvine družine, na katerem lahko živita tudi Herta in Vinzenz. Med tesne prijatelje Rombachov spadata tudi Beate Wellmann in Maria Claasen. K tem se lahko prišteje tudi gozdne delavce v Küblachu Franza Breitkreuza, Hermanna Kollerja in Tonija Ledererja. Koller se odseli v Kanado, zato ga nadomesti najprej Max Moser, pozneje pa Schorsch Binder. Čez čas se Koller vrne in zavzame Ledererjevo mesto. Martin je kot gozdar v tesnem stiku z lastnikom žage in kasnejšim županom Walzingerjem. Po njegovi smrti postane nova županja odvetnica Annegret Richter. V središču kraja je gostilna Zum Ochsen, ki jo na začetku upravlja gospod Karger, za njim pa najprej sin Toni in kasneje hči Sibylle. Serija predstavi tudi veliko kmetov iz Küblacha, ki se večkrat skupaj z Martinom soočajo z raznimi težavami in izzivi v gozdu. To so družina Weißgerber, Wastl Schlüter, Erwin Maurer, Hans in Ferdinand Sailer, Walter Bruck, Vitus Kreidtmayr, Max Berger, Hubert Gassner, Stefan Brenner, Laura Bergmeister in Moritz Maiberger.
Ob koncu Martin Rombach od svojega starega prijatelja Franza Staudingerja v Južni Afriki podeduje naravni rezervat Kumlumu. S Sophie, Florianom in Katharino odpotujejo v Afriko, kjer se odločijo, da bo Martin sprejel dediščino in bodo odslej živeli tam. Tako se izpolnijo njegove sanje, da bi živel v Afriki.

### Sezona 18-21
Potem, ko je Martin Rombach zapustil Küblach, pride v kraj za novega gozdarja Stefan Leitner, ki je nova glavna oseba v seriji.
Serija sedaj spremlja družino Stefana Leitnerja, kanadskega gozdarja in vdovca, čigar starši so se pred leti izselili iz Küblacha. Po študiju in opravljenem državnem izpitu jima je sledil v Kanado tudi sam. Stefan ima s pokojno ženo Carol, ki se je utopila v nesreči s čolnom, 15-letno hčerko Jenny, s katero pride v Küblach, da bi prodal nekdanji dom svojih staršev. Tam izve za prosto mesto gozdarja, za katerega se uspešno prijavi. Njegov ovdoveli oče Wolfgang in hči Jenny se najprej ne strinjata z vrnitvijo v Nemčijo, vendar na koncu le začneta z njim novo življenje v bavarskem gozdu.
V Küblachu Stefan spozna zdravnico Sonjo, ki živi tam krajši čas. Iz propadlega zakona s Karstenom Schwanthalerjem ima otroka Daniela in Liso. Sonja in Stefan se zaljubita in kmalu zaživita skupaj v hiši Stefanovih staršev, ki jo poimenujejo Gozdarska hiša Falkenau. Ko Sonja zanosi, se s Stefanom poročita. Šele po poroki in rojstvu otroka Sonja Stefanu prizna, da ga je prevarala s Karstenom in da ni biološki oče malega Lukasa. Družina razpade in Sonja zapusti Küblach s svojimi tremi otroci. Na poti do odvetnika za urejanje ločitve doživi prometno nesrečo in umre. Daniel, Lisa in Lukas se vrnejo k Stefanu. Ta pozneje spozna veterinarko Marie Stadler, s katero začneta zvezo. Mariina sestra Daniela Königstein je tako kot sestra ločenka in ima v bližini Küblacha konjušnico.
Stefanov oče Wolfgang spet sreča svojo ljubezen iz mladosti Marianne Rainders. Stara ljubezen se spet prebudi, zato se poročita. Skupaj z Marianninim bratom Josefom Neureutherjem zaživijo na kmetiji, ki sta jo nekoč upravljala Marianne in njen pokojni prvi mož, kjer prejemajo pokojnino in podpirajo Stefanovo družino.
Poleg gozdarjeve družine serija prikaže še osebe, ki so se pojavljale že v Rombachovem času. Delavci Breitkreuz, Koller in Binder sedaj delajo za Stefana. Leonhardovo mesto šefa je prevzel Julius Brandner, ki stoji Stefanu ob strani. Kot novi gozdar ima najprej veliko problemov z lokalnimi gozdarskimi kmeti, ki gojijo do njega velike predsodke. Postopoma jih uspe prepričati o svojih sposobnostih in si pridobiti njihovo naklonjenost. V kraju še zmeraj živita sin prejšnjega gozdarja Markus Rombach in njegova žena Anna. Njuna žaga postane kraj, kjer se Markus in Stefan pogosto srečujeta in spleteta prijateljsko vez. Anna postane nova županja Küblacha, saj se je prejšnja županja Annegret Richter odselila iz osebnih razlogov. Anna je Stefanu naklonjena in mu pomaga pri njegovem delu. Zakon Markusa in Anne se znajde na preizkušnji, ko se Anna zaljubi v priseljenega podjetnika Maxa Bachhoferja, nezakonskega sina Marianninega pokojnega moža Franza. S sinom Davidom se preseli k njemu, vendar je njuno razmerje kratkotrajno.
Ob koncu tega dela zgodbe imata Stefan in Marie v Küblachu negotovo prihodnost. Marie je delala kot veterinarka na kliniki v Tegernseeju, vendar se je dobri službi odpovedala, saj bi sicer trpela njuna zveza. Stefan postane brezposeln, ko gozdarsko mesto v Küblachu ukinejo. Njegova hči Jenny odide za leto dni s fantom Janom v ZDA.

### Sezona 22-24
Potem ko je Stefan Leitner izgubil službo gozdarja v Küblachu, se preseli v Störzing am Ammersee, kjer dobi novo zaposlitev. Serija tako ne kaže več prebivalcev Küblacha. Iz različnih razlogov mu sledijo tudi ostali družinski člani: Lisa in Lukas morata oditi z njim, saj sta še mladoletna. Marie ne želi razmerja na dolgo razdaljo, zato še naprej neuspešno išče novo zaposlitev kot veterinarka v novem kraju bivanja. Mariannina kmetija pogori, zato se skupaj z Josefom in Wolfgangom začasno naselijo v novi gozdarski hiši. Marianne se ne čuti dovolj močno, da bi obnovila kmetijo, zato si najdejo nov dom v nekdanjem mladinskem domu v Störzingu. Daniel najprej živi v Weihenstephanu, kjer študira, po koncu šolanja in začetku izobraževanja pa se priseli k družini. Jenny se po izteku leta v ZDA vrne domov.
Tudi Mariina sestra Daniela s svojo konjušnico ostane del serije, saj lahko hitreje pride v Störzing preko nove obvoznice. Tako se še naprej med seboj obiskujejo. Stefan želi pomagati Franzu Breitkreuzu v Küblachu, ki ga je njegov naslednik odpustil. Začasno pomaga Danieli v konjušnici, nato pa mu Stefan najde službo v Störzingu, kjer Breitkreuz začne novo življenje. Lovsko psico Sino, ki je leta zvesto spremljala Stefana, morajo zaradi raka evtanazirati.
Daniela se zaljubi v župana Störzinga Petra Kogla, s katerim se nazadnje poročita. Njuna zveza se znajde na preizkušnji, ko ga prevara s Stefanom, kar zelo prizadane tudi njeno sestro Marie. Sčasoma se pobotajo, vendar sreča ne traja dolgo, saj Daniela tragično utone med potapljanjem. Stefanovi družini uspe konjušnico rešiti pred prevzemom Danielinega prvega moža Haralda in skrbeti za nadaljevanje dela v njej.

## Epizode

### Celovečerne epizode
V seriji je bilo pet dolgih oz. celovečernih epizod:
- Epizoda 1: Nov začetek (11. april 1989): Uvod v serijo. Martin Rombach se odloči, da se z družino preseli v Küblach. Ob ponavljanju serije so to epizodo včasih predvajali v dveh delih.
- Epizodi 28 in 29: Nevihta in Vzorni mož (14. oktober 1992): Prvi epizodi tretje sezone sta bili prvotno načrtovani za ločeno predvajanje, nato pa sta bili zmontirani v celovečerno epizodo z naslovom Nevihta. Začne se z epizodo Vzorni mož, ki vsebinsko pravzaprav sledi epizodi Nevihta. V takšni obliki sta bili epizodi predvajani samo enkrat. Ob ponovitvi sta bili predvajani ločeno, z izjemo domačega kanala. Tudi na programu ORF 2 je bila uporabljena dvodelna različica. Na DVD izdaji tretje sezone sta združeni v eno.
- Epizodi 152 in 153: Materina ljubezen in Divji lov (21. maj 2009): Predstavljata začetek ponovnega jutranjega predvajanja epizod na ZDF. Ob tej priložnosti sta bili združeni v daljšo epizodo.
- Epizoda 220: Odločitev v savani: Zadnja epizoda 17. sezone, v kateri Martin spozna svoje bodoče domače okolje v Južni Afriki in se odloči sprejeti dediščino.
- Epizoda 221: Stara domovina: Prva epizoda ponovne oživitve serije, kjer predstavijo novega gozdarja Stefana Leitnerja. Podobno kot epizoda 1 tudi ta predstavi gozdarja v njegovem prejšnjem življenju, v tem primeru v Kanadi. Leitner se prijavi na novo delovno mesto in se preseli v Küblach, kamor mu sledi družina.
- Epizoda 236: Ujeti na Tenerifih: Zaznamovala je začetek 19. sezone. Stefan in njegova partnerka Sonja Schwanthaler sta na Tenerifih zaradi dela in sprostitve. Sonjo ugrabijo, ko po nesreči zasači tatu med krajo redkih kuščarjevih jajc. Stefan jo osvobodi s pomočjo očeta in Josefa Neureuthersa, ki sta v zadnjem trenutku rezervirala izlet na Tenerife.
- Epizoda 252: Islandska pustolovščina: Zaznamovala je začetek 20. sezone.

### Posebna predvajanja
ZDF je v devetdesetih letih 20. stoletja predvajal tri filme, v vsakem je bilo 4-5 kratkih epizod iz znanih družinskih serij. Gozdarska hiša Falkenau se je kot edina pojavila v vsakem filmu. 26. decembra 1991 so predvajali film Največje praznovanje v letu – božič. V njem sta se pojavila Angelika in Martin, ki prvič praznujeta božič s celotno družino. Preden se vzdušje dokončno umiri, se Angelika sumničavo odziva na Martinove pogoste obiske gozdarskega urada glede domnevnega prestrukturiranja. Drug poseben film je bil predvajan 23. decembra 1995. V njem Martin pove svojemu najmlajšemu sinu, da v času božiča živali lahko govorijo in jih ljudje takrat razumejo. Florian se želi pogovoriti z racami v ribniku in se k njim na skrivaj odpravi z Wuschelom. 31. decembra 1999 so predvajali še zadnji posebni film z naslovom Silvestrovanje 1999: stvar živcev. V njem kmet Brucks Rombachovim podari živega odojka in tako pošteno zmoti načrtovanje večera. Epizode so bile dolge približno 22 minut in so bile predvajane le enkrat. Le določene posebne epizode iz drugih serij so bile ločeno ponovljene z ustreznimi uvodnimi špicami v letih 2000 in 2002 kot zapolnitev vrzeli v počitniškem programu.

## Igralska zasedba

### Glavne vloge
Razvrščeni po vrstnem redu glede na prvi nastop. Med glavne vloge štejejo navedeni v uvodni špici serije.
| Igralec                    | Vloga in opis | Sezone (epizode) |
| -------------------------- | --- | ---------------- |
| Christian Wolff            | Martin Rombach je študiral gozdarstvo, vendar je sprva delal kot odkupovalec lesa v Augsburgu in s tem pomagal ženi Karin. Nato postane gozdar v Küblachu, kjer je 20 let prej že opravljal prakso. Tam sčasoma napreduje, po večkratnih širitvah ima največje lovišče na tem območju in je tudi občinski gozdni svetovalec. Njegovo življenje je zaradi poklicnih problemov in velike družine (pet otrok iz treh zakonov, od katerih sta se dva končala tragično, trije vnuki) turbulentno. Leta pozneje emigrira v Južno Afriko, da bi tam upravljal naravni rezervat. | 1-17 (1-220)     |
| Katharina Köhntopp         | Dr. Andrea Arnhoff, rojena Rombach, je Martinova najstarejša hči iz prvega zakona. Strastno igra violino in se nesrečno zaljubi v svojega učitelja Jonasa Schermanna. Potolaži jo lahko le študent gozdarstva Eberhard Rau. Ko po naključju izve za njegovo ljubico, Andrea razočarano konča kratko razmerje. Pozneje je v zvezi s Franzem Stockingerjem, dokler je tudi ta ne prevara. Čeprav bi lahko študirala veterino v Giessnu, ločitev skriva in odide v München, da bi živela z njim. Tam začne delati v živalskem vrtu Hellabrunn, nato pa širi svoje znanje še z delom v frankfurtskem živalskem vrtu. Še vedno študira v Münchnu, postane veterinarka in odpre ordinacijo v Bellinghaus-Hofu. Zaljubi se v biologa za divje živali Tobiasa Arnhoffa, vendar ga nato prevara z balonarjem Falkom Wachsmuthom in z njim dobi otroka. Zaradi krize se s Tobiasom ločita. Andrea umre, ko poskuša v gozdnem požaru rešiti svojo hčerko Katharino. | 1-11 (1-132)     |
| Michael Wolf               | Markus Rombach je Martinov sin iz prvega zakona. Najprej postane mizarski vajenec, nato pa družbenik v žagi, preden po Walzingerjevi smrti popolnoma prevzame posel in celo kupi žago v sosednji vasi. Po kratkih aferah in propadlih zvezah s Tino Frank, Liso, Katjo Weissgerber, Carmen Niemeyer, Liane Gershoff in Gildo Schneider se poroči z gozdarko Liso Carstens, vendar zakon hitro razpade. Ker ne more pozabiti Lise, propade tudi zveza s Sonjo Krüger. Novo ljubezen Markus najde v Anni Hansen. Dobita sina Davida in se poročita. Po nesreči Markus pristane na invalidskem vozičk. Ko pride v Küblach nov gozdar Stefan Leitner, postane Markus njegov najboljši prijatelj. Obenem razpade tudi njegov zakon, saj se Anna zaljubi v drugega moškega in se odseli z Davidom. | 1-21 (1-277)     |
| Nicole Schmid              | Ricarda ''Rica'' Rombach je Martinova najmlajša hči iz prvega zakona. Njena prva ljubezen je Benno, vendar ga zapusti zaradi Pascala, ko se po končani srednji šoli odpravi v Provanso kot varuška. Kasneje je na očetovo žalost v razmerju s precej starejšim Antoineom Lacombeom. Nato se z njim razide, prekine študij nemščine v Parizu in se vrne v Küblach. Tam se zaljubi v Falka, biološkega očeta svoje nečakinje. Z njim se preseli v München, da bi tam študirala veterino, kar je želela početi že v času bivanja v Franciji. Pozneje pomaga Sophie pri njeni praksi v Küblachu. | 1-17 (1-219)     |
| Bruni Löbel                | Herta Bieler, rojena Gutenberg, bivša Stolze, je mati Martinove prve žene Karin, s katero je prebegnila v Augsburg. Njen mož je izginil v vojni. Skrbi za Martinovo družino in se preseli v Küblach, kjer se kasneje poroči z Vinzenzom Bielerjem. Ko ostaneta brez stanovanja, se preselita v grad Bernried, saj dobita od Silve kot poročno darilo dosmrtno pravico do bivanja tam. Kasneje Herta na gradu odpre starinarnico. | 1-17 (1-219)     |
| Walter Buschoff            | Vinzenz Bieler je bil pred Martinom več kot 30 let gozdar v Falkenauu. Postane njegov prijatelj in svetovalec ter se kasneje poroči z njegovo taščo Herto. Po upokojitvi skrbi za gozd Bernried in sodeluje v življenju skupnosti v Küblachu. Je član prostovoljnega gasilskega društva in občinskega sveta. | 1-17 (1-219)     |
| Anja Kruse                 | Dr. Angelika Rombach, rojena Grassmann, je hči Maxa in Trude Grassmann. Med študijem je bila v razmerju z Martinovim šolskim prijateljem Viktorjem Fabritiusom. Po prihodu v Küblach kot nova veterinarka postane Martinova druga žena in z njim dobi sina Floriana. V gozdarski hiši odpre ordinacijo, vendar nato umre v jahalni nesreči. | 2-4 (15-52)      |
| Nikolai Bury               | Peter Rombach, rojen Bellinghaus, je sin ovdovelega kmeta in občasnega gozdnega delavca Xaverja Bellinghausa, ki je alergičen na pike os, zaradi česar tudi umre. V nasprotju z željo Bellinghausovega brata Aloisa skrbništvo nad Petrom dobi Martin. Peter najprej študira hortikulturo, nato pa dela kot kuhar pri Ochsenu. Prva ljubezen Janina ga zapusti brez slovesa, nato pa se poroči z Melanie Baumann, s katero vodi biopenzion na kmetiji staršev. Po selitvi v Regensburg njun zakon razpade. Pozneje se pobotata, nakar se Peter preseli nazaj k njej in njunemu sinu Manuelu. | 2-17 (18-219)    |
| Nora von Collande          | Dr. Susanna Rombach, poročena Mangold, je Silvina stara prijateljica. Med obiskom Küblacha spozna Martina, s katerim se zaljubita. Zato zapusti lekarno, ki si jo je delila z bivšim možem Hansom-Georgom Mangoldom v Berlinu, in prevzame lekarno dr. Waldmeierja v Küblachu. Kasneje začasno dela kot bolnišnična farmacevtka v Passauu in poučuje v Küblachu. Postane Martinova tretja žena in druga mati Florianu in Katharini. Pozneje se zaradi poklicnih razlogov vrne v rodni Berlin. Zakon z Martinom se konča z ločitvijo. | 5-14 (60-177)    |
| Dennis & Sascha Hornig     | Florian Michael Rombach je sin Martina in Angelike. V šoli odkrijejo njegovo nadarjenost, nato obiskuje internat v Passauu. Z Martinom in Sophie se odpravi v Južno Afriko, kjer namerava obiskovati mednarodno šolo. (Vlogo je igralo tudi več neimenovanih otrok v epizodah 41-66, v epizodah 67-79 pa Thomas Schütz in Stefan Brandenburger.) | 7-17 (80-220)    |
| Cheyenne & Valentina Pahde | Katharina Arnhoff je Andreina nezakonska hči s Falkom. Sprva odrašča z Andreo in Tobiasom, dokler ta ne zapusti družine. Po Andreini smrti dobita skrbništvo nad njo Martin in Susanna. Njen biološki oče Falko ima z njo občasne stike. Z Martinom in Sophie odide v Južno Afriko, kjer namerava obiskovati mednarodno šolo. (Vlogo so v epizodah 97-131 izmenično igrali Melanie Trenkler, Joshua Moral-Falke in Ramona Hein.) | 11-17 (132-220)  |
| Julia Grimpe               | Dr. Anna Rombach, rojena Hansen, med pisanjem doktorske disertacije sprva dela kot natakarica pri Ochsenu. Ko po razmerju za eno noč zanosi z Markusom, z njim postaneta par in se poročita po Davidovem rojstvu. Kasneje Anna postane občinska arhivarka, nato pa županja Küblacha. Medtem se njeni in Markusovi življenjski načrti razidejo in zakon razpade. Anna začne kratko razmerje z Maxom Bachhoferjem in se z Davidom preseli k njemu. | 13-21 (161-278)  |
| Anja Schüte                | Sophie von Haunstein pride v Küblach kot veterinarka. Ko njeno ambulanto zaprejo, se preseli v Susannino nekdanjo ordinacijo v gozdarski hiši. Z Martinom se zbližata in začneta razmerje. Medtem njena nečakinja Caroline (''Caro'') povzroči nekaj razburjenja. Sophie z Martinom emigrira v Južno Afriko. | 13-17 (164-220)  |
| Hardy Krüger mlajši        | Stefan Leitner se vrne v domači Küblach kot novi gozdar. Je vdovec, ki najde novo ljubezen v Sonji. Skupaj z otroki zaživijo kot mešana družina v gozdarski hiši. Po poroki mu Sonja prizna, da ni biološki oče njunega skupnega otroka Lukasa, zato družina razpade. Po Sonjini smrti vzame njene tri otroke k sebi. Pozneje postane par z Marie. Ko gozdarsko službo v Küblachu ukinejo, se preselijo v Störzing am Ammersee, kjer Stefan dobi novo službo. Tam zgradi gozdno pustolovsko središče. V času krize v zvezi z Marie jo Stefan prevara z njeno sestro Danielo, vendar mu Marie čez nekaj časa to oprosti. | 18-24 (221-321)  |
| Tina Bordihn               | Sonja Schwanthaler, rojena Neumann, pride v Küblach kot nova zdravnica. Njena starša sta že pokojna, njen brat Thomas pa živi na Islandiji. Z bivšim možem Karstenom ima otroka Daniela in Liso, ki živita z njo. Sonja se spoprijatelji z Anno Rombach in postane Stefanova druga žena. Zakon razpade, ko mu prizna, da biološki oče njunega skupnega otroka Lukasa ni on, ampak Karsten. Stefan želi rešiti družino, vendar Sonja vloži zahtevo za ločitev in zavrača telefonske pogovore. Na poti k odvetniku umre v prometni nesreči. | 18-21 (221-269)  |
| Teresa Klamert             | Jenny Leitner je hči Stefana in Carol Leitner. Z očetom se preseli v Küblach, kjer se zaljubi v plezalca Jana. Z njim odide v ZDA in tam živi leto dni. Po presenetljivem razhodu se vrne k svoji družini, ki zdaj živi v Störzingu. Izkaže se, da je noseča, vendar otroka izgubi, ko jo zbije avto. Tolažbo najde pri novem fantu Konstantinu, s katerim se vseli v skupni dom. Zaposli se pri časopisu. | 18-24 (221-321)  |
| Lion Sokar                 | Daniel Schwanthaler je sin Sonje in Karstena Schwanthalerja. Sprva ima velike težave s sprejemanjem Stefana kot očima. Po mamini smrti je vesel, da se lahko z bratom in sestro vrne v gozdarsko hišo. V Stefanovem lovišču postane pripravnik in želi napredovati v gozdarja. Po končani srednji šoli prične s študijem v Weihenstephanu, vendar ga opusti. Nato si želi opraviti vajeništvom pod vodstvom Franza Breitkreuza. V prostem času pomaga na kmetiji Petri Gebauer, s katero postane par in se preseli k njej. | 18-24 (221-321)  |
| Paulina Schwab             | Lisa Schwanthaler je hči Sonje in Karstena Schwanthalerja. Po mamini smrti in ker biološki oče ne živi več v Nemčiji Stefan sprejme skrbništvo nad njo. Sprva se težko vživi v nov kraj bivanja - Störzing. | 18-24 (221-321)  |
| Martin Lüttge              | Wolfgang Leitner je Stefanov ovdovel oče, ki je pred časom emigriral v Kanado. S sinom se vrne v Küblach, kjer sreča svojo ljubezen iz mladosti Marianne. Preseli se k njej in njenemu bratu Josefu ter se z njo tudi poroči. Josef postane njegov najboljši prijatelj. Po požaru, ki uniči Mariannino kmetijo, vsi trije sledijo Stefanu in njegovi družini v Störzing. | 18-24 (221-312)  |
| Veronika Fitz              | Marianne Rainders je vdova po Franzu Raindersu in sestra Josefa Neuretherja. Vodi majhen penzion v Küblachu. Ko se vrne njena ljubezen iz mladosti Wolfgang Leitner, se stara čustva obudijo in se poročita. Pozneje šokirana izve, da je imel njen pokojni mož Franz nezakonskega sina Maxa Bachhoferja. | 18-24 (223-321)  |
| Günther Schramm            | Josef Neureuther je Mariannin brat. Po ločitvi od žene Gerlinde se je preselil na sestrino kmetijo. Sestrin brat Wolfgang Leitner postane njegov najboljši prijatelj, ki ga s svojimi idejami občasno spravlja v obup. | 18-24 (223-320)  |
| Gisa Zach                  | Dr. Marie Stadler je po zgodnji smrti staršev skrbela za svojo mlajšo sestro Danielo. Z nekdanjim partnerjem dr. Michaelom Lobingerjem je nekaj časa živela v Afriki. V Küblachu dela kot veterinarka in se zaljubi v Stefana. Ker ne želi več razmerja na daljavo, pusti novo službo v veterinarski kliniki v Tegernseeju. Po Stefanovi selitvi v Störzing zavrne prevzem ambulante dr. Mödingerja, ampak sledi Stefanu. Tam sprva vodi mobilno veterinarsko službo in nato odpre ordinacijo poleg Marianninega penziona. Ko jo Stefan prevara z Danielo, ga najprej pusti, nato pa mu oprosti. | 21-24 (268-321)  |
| Maxi Warwel                | Daniela Königstein, rojena Stadler, je mlajša sestra od Marie. Po ločitvi vodi konjušnico med Küblachom in Störzingom. Stefan z družino pogosto ostane pri njej. Daniela ne skriva simpatije do Stefana. Sprva nerada sprejme dvorjenje Petra Kögla. Po aferi s Stefanom se s Petrom razideta, nato pa se pobotata in poročita. Umre v potapljaški nesreči. | 21-24 (268-312)  |
| Manou Lubowski             | Peter Kögl je župan mesta Störzing am Ammersee, ki je želel, da bi Stefan Leitner tam delal kot gozdar. Zaljubi se v Danielo, ki ga sprva zavrne. Potem, ko ga prevara s Stefanom, se Peter z njo razide. Nato ji odpusti in se poroči z njo. Po Danielini potapljaški nesreči ovdovi. | 22-24 (282-321)  |

### Stranske vloge
Razvrščeni po vrstnem redu glede na prvi nastop. Vključeni so tisti, ki so nastopili vsaj v petih epizodah in v več kot eni sezoni.
| Igralec                | Vloga in opis | Sezone (epizode) |
| ---------------------- | --- | ---------------- |
| Gisela Uhlen           | Ingeborg “Inge” Feininger, bivša Rombach, je Martinova mati in lastnica parfumerije v Augsburgu. Novo ljubezen najde v Andreinem stanodajalcu Justusu Feiningerju. Po opustitvi posla živi z njim na Lanzarotu, vendar pogosto obiskuje svojo družino. | 1-17 (1-219)     |
| Jutta Speidel          | Silva baronesa von Bernried je hči Maxa barona von Bernrieda (Paul Hubschmid; njegov brat se kasneje napačno imenuje Maximilian ''Max'' (Hans von Borsody)) in po začetnem spogledovanju z Martinom postane dobra prijateljica družine Rombach. Sprva dela kot direktorica hotelov v Berlinu in Münchnu, kasneje pa vedno bolj skrbi za vzdrževanje družinskega gradu in do njenega zaprtja tudi pripadajoče steklarne. Sprva je v razmerju z Ericom Zurbriggenom (Sky du Mont), kasneje pa se poroči z Viktorjem Fabritiusom. Po razhodu se preseli v Kanado k biologu za divje živali Ericu Gulbinskyju (Reiner Schöne). | 1-6 (1-77)       |
| Georg Marischka        | Franz (kasneje Georg) Walzinger je lastnik Walzingerjeve žage in pozneje tudi župan mesta Küblach. V tej vlogi je v tesnem stiku z Martinom in njegovo družino. Izvede tudi civilne poroke Markusa in Lise ter Martina in Susanne. Kasneje želi odstopiti s položaja in se vrniti na žago, a nato umre zaradi kapi. Njegov dedič je njegov nezakonski sin, zobni tehnik Gebauer (Christoph Moosbrugger). Markusu proda svoje delnice. | 1-11 (1-136)     |
| Norbert Gastell        | Leonhard je direktor gozdnega revirja, Martinov nadrejeni in običajno zagovornik njegovih idej in ciljev. Ko skuša Martinovo psičko Aiko rešiti pred dvema agresivnima pitbuloma, doživi srčni infarkt. Posledično mora narediti korak nazaj v karieri in ga nadomestita dr. Braun (Siegfried W. Kernen) in Hans-Peter Wilke (Ingo Seeckts). Ker nima družine, mu včasih v gospodinjstvu pomaga Herta. Po Martinovem odhodu se upokoji. | 1-17 (1-219)     |
| Hans Stadlbauer        | Wilhelm ''Willi'' (sezone 1–3) oz. Franz (od sezone 4) Breitkreuz je sprva delal na kmetiji svojega očeta, od leta 1968 pa je delal kot gozdni delavec pod gozdarji Bielerjem, Rombachom in Leitnerjem. Po gozdarski reformi dela kot društveni delavec v Küblachu. Bil je poročen, a ga je žena pustila samega z njuno hčerko Theresio ''Resi'' (Isabel Schauerte). Od njega se loči tudi njegova naslednja partnerica Marianne. Kasneje hči zapusti Küblach in odide na vajeništvo v Hamburg. Po Leitnerjevi selitvi v Störzing ga njegov naslednik odpusti in ga pošlje v predčasno upokojitev. Breitkreuz sprejme Leitnerjevo ponudbo in postane njegov delovodja v Störzingu. Ko se njegovega tečaja podiranja dreves udeleži Franziska Sauer, se zaljubita in začneta novo življenje v Störzingu. Breitkreuz je edini lik, ki je prisoten v vsaki sezoni ves čas trajanja serije. (Pojavlja se napaka: v kasnejših sezonah se Breitkreuzovo zasebno življenje ne omenja več oz. je omenjeno celo, da nima družine. V 5. epizodi je rečeno, da ima "skoraj 50 let" - posledično je že zdavnaj dosegel starost za redno upokojitev v času njegove predčasne upokojitve.) | 1-24 (1-318)     |
| Volker Prechtel        | Toni Lederer je bil od leta 1968 gozdni delavec pod vodstvom Vinzenza Bielerja in Martina Rombacha. Je honorarni kmet. (Vloga se po igralčevi smrti ne omenja več.) | 1-9 (1-114)      |
| Hermann Giefer         | Hermann Koller je bil od leta 1968 gozdni delavec pod vodstvom Bielerja, Rombacha in Leitnerja, ob tem se ukvarja tudi s kmetovanjem. Nima družine, je pa imel več kratkih afer, med drugim s Sieglinde ''Cindy'' Breuer (Christine Neubauer). Vmes dve leti živi v Kanadi in se vrne po ločitvi od Olivie Langleiter (Conny Glogger). V okrožju povzroči razburjenje z več resnimi nesrečami, od katerih je nekatere mogoče pripisati njegovemu nepremišljenemu in nerazumnemu vedenju. Po gozdarski reformi postane delavec občine Küblach. | 1-21 (1-277)     |
| Helmut Alimonta        | Gospod Karger je lastnik gostilne Zum Ochsen. Nadomeščata ga njegova otroka Toni in Sibylle. V gostilni se sestajajo redni lokalni obiskovalci, ki redno razpravljajo o najnovejših tračih. | 1-8 (1-103)      |
| Michaela May           | Jutta Marquar(d)t je učiteljica v osnovni šoli v Küblachu in nekaj mesecev tudi Martinova partnerka. Po njunem razhodu se vrne v Kenijo s svojim nekdanjim partnerjem Lutzom Kehrmannom (Hartmut Becker) k svojemu krščencu. | 1-2 (2-17)       |
| Klaus Münster          | Gospod Frank je lastnik mizarske delavnice v Küblachu in usposablja Markusa. Ima sina Konrada (Gedeon Burkhard) in hčer Tino (Claudia Lössl). | 1-2 (2-21)       |
| Claus Tinney           | Gospod Brenken je najemnik restavracije na gradu Bernried. Ob izbruhu požara prepreči širjenje ognja. Po baronovi smrti podeduje 20 000 nemških mark. Ko prejme ponudbo iz Ženeve, zapusti Küblach. Tinney je med letoma 1989 (6. epizoda) in 2000 (130. epizoda) sodeloval tudi pri pisanju scenarijev za serijo. | 1-2 (8-21)       |
| Lucie Zedničkova       | Katja Weißgerber je hči Willyja (kasneje Willija) (Dietrich Kerky) in Anne Weißgerber (Dorota Wojsyk). Družina pride v Küblach iz Zgornje Šlezije in najame kmetijo Bellinghaus. Katja je razlog za ločitev Markusa in Lise. Po skoraj dveh letih razpade tudi njuna zveza. Odide v München, da bi postala fotomodel in se zaljubi v fotografa Larsa (Herbert Trattnigg). | 2-4 (25-50)      |
| Heinrich Waldman       | Aljoscha (Alexander) ''Olek/Alex'' Weißgerber je sin Weißgerberjev. Pomaga staršem na kmetiji Bellinghaus, dela pa tudi pri Martinu v gozdu. Ko Peter postane polnoleten, zakonca Weißgerber ne živita več v Küblachu in njihov gozd postane nekoliko zanemarjen. | 2-3 (25-35)      |
| Andi Kern              | Franz Stockinger pripravlja poročilo o divjih živalih in udomačeni divjadi v Küblachu. Z Andreo postaneta par, vendar jo Franz v času prebivanja v Münchnu prevara s Carolo. Ko Andrea izve za afero, ga zapusti. | 3-4 (31-43)      |
| Stefan Scheck          | Dr. Riemenschneider dela na direktoratu za gozdarstvo v Regensburgu. Je v navezi z gospodom Leonhardom in Martinom ter nekajkrat pride v Küblach na oglede. Martina tudi poviša v gozdarja. | 3-8 (35-97)      |
| Volkert Kraeft         | Dr. Viktor Fabritius je finančni posrednik in Martinov šolski prijatelj. Bil je v razmerju z njegovo drugo ženo Angeliko v času njenega študija. Živel je v ZDA, na Japonskem in v Münchnu, dokler ni postal tesen prijatelj z Martinom. Po propadlem zakonu s Silvo kupi grad njene družine in kasneje tam vodi jahalni hlev. Propade tudi njegovo nestabilno razmerje z Beate Wellmann, preden po kratkem zbližanju z Annegret Richter najde novo srečo v Marii Claasen. | 4-17 (49-219)    |
| Gunther Philipp        | Justus Feininger živi na Lanzarotu in ima stanovanje v Münchnu, ki ga oddaja Andrei. Tako spozna in vzljubi njeno babico Inge. Po poroki živita skupaj na Lanzarotu, vendar pogosto prihajata na obisk v Küblach. Elegantna, izobražena in očitno premožna upokojenka je velika ljubiteljica opere. (Vloga se po igralčevi smrti ne omenja več.) | 4-11 (50-133)    |
| Bettina Placht         | Carmen Niemeyer je Fredova sestra in ima še enega brata (Andreas Schwaiger). Z Markusom postaneta par. Ko z njim zanosi in doživi spontani splav, odide v Regensburg in se zaposli kot kreditna strokovnjakinja. Kmalu zatem zapusti Markusa. | 5-6 (58-68)      |
| Hans Schuler           | Inšpektor Hochreiter, kasneje Mayrhofer, večkrat podpira Martina, tudi ko zaradi tihotapcev njegovo področje postane nevarno. | 5-10 (59-127)    |
| Hans Kraus             | Hans Sailer je gozdni in ekološki kmet v Küblachu. Je oče Xaverja (Timo Paprotny) in Ferdinanda ter poročen z Vroni. Ker se kot ekološki kmet zavzema za progresivno in trajnostno kmetijstvo, prihaja vedno znova v konflikte z drugimi tradicionalnimi gozdnimi kmeti – kar pa kmetov ne ovira, da se ob večerih ne bi srečevali za navadno mizo v gostilni Zum Ochsen. | 5-21 (64-281)    |
| Gerhard Acktun         | Fred Niemeyer je Carmenin brat in novinar časopisa Küblacher Anzeiger. Vedno je tam, ko se v mestu dogaja kaj zanimivega. | 5-11 (64-138)    |
| Manuela Denz           | Gospa Strohbichler sprva dela za dr. Waldmeierja (Thomas Reiner) in kasneje za Susanno v samostanski lekarni. Ko prodaja močno upade, jo mora Susanna odpustiti. | 5-9 (65-113)     |
| Ruth Grossi            | Waltraud Steininger vodi majhno trgovino v Küblachu. Sprva je redna stranka samostanske lekarne in jo vedno zanimajo najnovejši dogodki v Küblachu. Kasneje postane žrtev goljufa (Dieter Schaad), ki ga nato razkrinka Herta Bieler. V 19. epizodi se že pojavi kot medicinska sestra. | 5-14 (66-173)    |
| Florian Ernstberger    | Stefan Fromm je policist v Küblachu in pogosto podpira Martina Rombacha in Stefana Leitnerja. Dela tudi kot novinar za časopis Küblacher Anzeiger. | 6-20 (68-254)    |
| David Cesmeci          | Benno je šolski prijatelj Rice in Petra ter pozneje Ricina prva ljubezen. Vse, kar je znano o njegovi družini, je, da ima šest bratov in sester. Rica se z njim razide, ko ga obišče med bivanjem v Franciji. Benno jo prevara, da vzame mamila. | 6-10 (70-128)    |
| Sabine Wolf            | Liane Gershoff je nezakonska hči Vinzenzovega pokojnega polbrata Olafa in nekaj časa živi v gradu. Je vzgojiteljica in skrbi za Floriana, zelo pa jo zanimajo tudi starine. Z Markusom postaneta par in se želita celo poročiti. Vendar se nato ločita in Liane zapusti tako njega kot tudi Küblach. | 6-9 (71-94)      |
| Gerd Fitz              | Walter Brucks je najbogatejši gozdni kmet v Küblachu in ima največji vpliv, a je obenem trmast. Še posebej je brezvesten, ko gre za njegov dobiček. Vodi tudi gostilno Jagerwirt, je poveljnik v prostovoljnem gasilskem društvu in član krajevnega sveta. Je poročen (Margit Weinert) in ima vnuka Michaela (Sebastian Frindt). Kasneje se iz zdravstvenih razlogov preseli k sestri v Schwarzwald. Njegovo kmetijo prevzame Stefan Brenner. | 6-15 (71-192)    |
| Gerd Deutschmann       | Opat Melchior večkrat gosti Vinzenza v samostanu in kritično opazuje delovanje njega ter patra Ignatiusa. | 6-12 (75-156)    |
| Folke Paulsen          | Dr. Tobias Arnhoff je spoznal Andreo med pisanjem diplomske naloge iz biologije divjih živali v Küblachu. Po poroki sprva živita skupaj z Andreino nezakonsko hčerko v Münchnu. Po preselitvi v Küblach se njun zakon znajde v krizi zaradi njegove brezposelnosti. Moti ga tudi, da Katharina ni njegova biološka hči in zapusti družino. Z novo ljubeznijo Ulriko (Claudia Scarpatetti) odide v Rotenburg, kjer zaprosi za mesto organista. Zadnjič se vrne na Andrein pogreb. | 6-11 (79-133)    |
| Anouschka Renzi        | Beate Wellmann pride v Küblach kot Susannina nekdanja sostanovalka in prijateljica ter umetnica. Začne nestanovitno razmerje z Viktorjem in se celo želi poročiti z njim ter imeti otroka. Po koncu njunega razmerja se preseli v München. | 7-15 (81-194)    |
| Ute Bronder            | Vroni Sailer je žena Hansa Sailerja in mati Xaverja (Timo Paprotny) ter Ferdinanda. | 7-16 (82-197)    |
| Matthias Kostya        | Falko Wachsmuth je balonar, ki je imel z Andreo kratko afero, iz katere se je rodila hči Katharina. Živi v Passauu, je poročen in ima dva otroka (Petra in Franzisko (Eva Flute)). Po še eni aferi ga žena (Sabine Skala) zapusti. Pozneje opusti letenje z balonom in išče stik s Katharino in Andreo. Po Andreiini smrti sprva želi hčerko vzeti s seboj, potem pa ugotovi, da ji je bolje pri starih starših. Zaposli se na letališču blizu Münchna, redno videva Katharino in postane Ricin partner. (Vloga je v sezonah od 14 do 17 le omenjena.) | 7-13 (83-168)    |
| Patrick Wolff          | Matthias Schnitzler je Bennov bratranec. Njega ter Rico in Petra podpira pri reševanju primera onesnaževanja okolja. Kasneje dela v trgovini za male živali in nezakonito redi zaščitene živali. | 7-10 (85-129)    |
| Toni Berger            | Pater Franz (Ignatius) Lechner je menih v bližnjem samostanu, kjer dela kot restavrator, ter tesen Vinzenzov prijatelj. Opravi poroke in krste družine Rombach ter pokoplje Andreo. Ignatius se vedno znova pusti premamiti Vinzenzu, da ga podpre pri njegovih bizarnih projektih. V ta namen celo da na voljo sobe samostana. (Vloga se po igralčevi smrti ne omenja več.) | 7-16 (87-206)    |
| Winfried Frey          | Georg (Schorsch) Binder postane gozdni delavec za Maxom Moserjem (Dominique Chatelet), kratkotrajnim naslednikom Hermanna Kollerja. Po gozdarski reformi je postal društveni delavec v Küblachu. Ima sina, ki je le omenjen, in dekle po imenu Anna (Sabrina White), kasneje pa poskuša najti tudi Sibylle Karger. | 8-21 (103-280)   |
| Petra Berndt           | Gilda Schneider je Florianova učiteljica. Zaradi zadnje boleče ločitve se Markusovemu dvorjenju sprva le nerada vda. Želita se poročiti, potem pa ga ona razočarana pusti, ko on začne hoditi z Liso. Vrne se v večje mesto. | 8-10 (104-124)   |
| Werner Asam            | Franz (kasneje Vitus) Kreidtmayr je eden od gozdnih kmetov v Küblachu in član krajevnega sveta. Neuspešno kandidira za mesto župana. Poročen je z Liesbeth (Thekla Mayhoff) in je nekakšen nadomestni oče za svojega služabnika Moritza. Zaradi koleričnega značaja vedno znova greni življenje gozdarju Rombachu. | 8-21 (105-281)   |
| Joseph Hannesschläger  | Toni Karger sprva velja za naslednika gozdarja Bielerja. Kasneje prevzame gostilno od očeta in jo po srčnem infarktu preda svoji sestri Sibylle. (Njegova žena in nekdanje dekle po imenu Christel sta omenjeni, vendar se v seriji nikoli ne pojavita.) | 9-13 (106-158)   |
| Sky du Mont            | Dr. Herzog je Susannin nadzornik na kliniki Passau. Nima veliko razumevanja za njeno odločitev, da pusti službo zaradi družine. | 9-10 (113-123)   |
| Anke Schwiekowski      | Lisa Rombach, rojena Carstens, pride v Küblach kot nova gozdarka iz Martinovega sosednjega okrožja Waldeck v Emslandu. Zaljubi se v Markusa, s katerim se kmalu poročita, vendar je njun zakon vse bolj v krizi. Odide v Ahrenshoop kot gozdarka in se zaljubi v svojega sostanovalca, biologa Michaela ''Mikea'' Lanskega (Stephan Ullrich). Zakon se konča z ločitvijo. | 9-12 (118-154)   |
| Wilhelm Manske         | Max Berger je eden od gozdnih kmetov v Küblachu. Po ženini smrti zaradi raka živi na svoji kmetiji s svakinjo, gospo Gruber (Traudl Oberhorner). Martinu včasih povzroča težave in izzive, predvsem pa na začetku ovira Liso kot novo gozdarko. | 10-21 (122-281)  |
| Kathrin Spielvogel     | Melanie Rombach, rojena Baumann, krajši čas dela kot Andreina nova zdravniška pomočnica. Po Andreini smrti se Melanie zaljubi v Petra in skupaj odpreta organsko gostišče na kmetiji Bellinghaus. Ko se morata temu odreči, se skupaj preselita v Regensburg, kjer njun zakon razpade. Leta pozneje se pobotata in Peter se vrne k njej in njunemu sinu Manuelu. | 11-13 (132-164)  |
| Diana Körner           | Dr. Annegret Richter je doktorica prava in prihaja iz Passaua. Sprva je bila pomočnica župana Walzingerja, po njegovi smrti pa sama postane županja. Pogosto se prepira z Martinom, vendar ga tudi zelo ceni. Med Viktorjem in njo pride do kratkega zbližanja. Po bratovi smrti prevzame njegovo tovarno in zapusti Küblach. | 11-17 (132-219)  |
| Ernst Cohen            | Gospod Bergmaier (kasneje Berghammer) je delovodja v žagi Walzinger, ki jo pozneje prevzame Markus Rombach. | 11-21 (132-274)  |
| Roland Schreglmann     | Franz Gassner je Florianov šolski prijatelj in sin kmeta Gassnerja. | 11-18 (139-228)  |
| Wilfried Labmeier      | Hubert Gassner je gozdni kmet v Küblachu. Poročen je z Roso in je oče Franza. Zaradi trme ga je pogosto težko prepričati o logični rešitvi težave. Izgubi službo blagajnika združenja gozdnih kmetov, potem ko je z nezakonitim igranjem iger na srečo zapravil njihove rezerve. | 11-21 (140-277)  |
| Pia Baresch            | Sonja Krüger se zaposli kot babica v Küblachu. Zaljubi se v Markusa, ki pa se še ne more popolnoma ločiti od Lise. Razočarana se preseli v Köln. | 11-12 (141-154)  |
| Florian Fischer        | Ferdinand Sailer je sin kmeta Sailerja in študira krajinsko arhitekturo v Münchnu. Pozneje podpira očeta na kmetiji, prinaša pa tudi številne alternativne ideje. Združi se z Moritzom Maibergerjem in Lauro Bergmeister, ki postane njegova partnerica. | 11-19 (142-251)  |
| NN                     | Manuel Rombach je sin Petra in Melanie. Po začasnem razhodu staršev sprva odrašča v Regensburgu brez očeta, dokler se starša ne pobotata. | 12-13 (145-164)  |
| Andreas Heinzel        | Andi je policist v Küblachu in pogosto dela skupaj s Stefanom Frommom. | 12-21 (147-276)  |
| Margaretha Baumgartner | Sibylle Karger prevzame gostilno Zum Ochsen od svojega brata Tonija. V gostišču se odvija življenje vasi Küblach. Med Stefanom Brennerjem in njo se razvije ljubezen, ki se tragično konča, ko se Stefan smrtno ponesreči. | 13-21 (158-281)  |
| Regine Hackethal       | Rosa Gassner je žena gozdnega kmeta Huberta Gassnerja, s katerim ima sina Franza. Zakon s Hubertom je v krizi in razmišlja o ločitvi. Je tudi Susannina pacientka. | 13-18 (159-234)  |
| Janik Pagel            | David Rombach, rojen Hansen (št. 1), je sin Markusa in Anne, rojen pred njuno poroko. Po ločitvi staršev sprva živi z mamo v hiši Maxa Bachhoferja, preden se začasno preselita v Mariannino gostišče. (Pozneje ga je igral drug igralec.) | 14-18 (173-234)  |
| Michael A. Grimm       | Moritz Maiberger sprva dela kot kmet pri kmetu Kreidtmayrju, ki ga ima rad kot sina, a ga tudi žali in izkorišča. Po smrti Stefana Brennerja pomaga Lauri Bergmeister na njeni kmetiji in se vanjo nesrečno zaljubi. Zapusti Küblach. | 16-19 (196-251)  |
| Horst Kummeth          | Stefan Brenner prevzame kmetijo od kmeta Brucksa. Kasneje pride v Küblach njegova nezakonska hči Laura, za katero ni vedel. Zaljubi se v Sibylle Karger, s katero se želi poročiti, vendar ga ta drži na distanci. Umre v nesreči med delom v gozdu. | 16-18 (198-231)  |
| Sabine Bach            | Maria Claasen postane Viktorjeva nova partnerka. | 16-17 (202-218)  |
| Lilian Naumann         | Laura Bergmeister pride v Küblach iskat svojega očeta Stefana Brennerja, ki sploh ni vedel, da obstaja. Sprva dela kot kuharica v gostišču Zum Ochsen, po očetovi smrti pa prevzame njegovo kmetijo. Podpirata jo Moritz in Ferdinand, ki se vanjo zaljubita. Odloči se za Ferdinanda. | 17-20 (215-267)  |
| Billie Zöckler         | Gospa Lipschik je včasih radovedna tajnica županje Anne Rombach. | 18-21 (221-272)  |
| Josef Baum             | Julius Brandner je naslednik gozdnega direktorja Leonharda. Postane Stefanov nadrejeni in ga dobrohotno podpira. Ima hčerko Vanesso (Julia Krombach). | 18-21 (222-272)  |
| Simon Beckord          | Tobias ''Tobi'' je Danielov šolski prijatelj. | 18-19 (222-245)  |
| Carola Bambas          | Andrea dela kot zdravstvena pomočnica v Sonjini ordinaciji. | 18-20 (222-265)  |
| Harry Blank            | Karsten Schwanthaler je Sonjin bivši mož. Sprva pogosto išče stik s svojimi otroki in s tem povzroča nemir. Po aferi s Sonjo, iz katere se rodi mali Lukas, si najde novo dekle in se z njo odpravi v tujino. Njegovi otroci živijo pri Stefanu tudi po Sonjini smrti. | 18-19 (224-246)  |
| Maximilian Krückl      | Župnik Ambros je novi župnik v Küblachu. Privatno ga zelo zanimajo motorji, kar koristi Jenny in njenemu mopedu. Poroči Wolfganga in Marianne ter Stefana in Sonjo. | 18-21 (225-275)  |
| Denise Schmück         | Stefanie je Jennyna šolska prijateljica. | 18-20 (226-258)  |
| Günter Clemens         | Dr. Stern je osebni zdravnik Wolfganga, Josefa in Marianne. | 19-21 (243-276)  |
| Markus Böker           | Max Bachhofer je bogat poslovnež iz Münchna. Kot nezakonski sin Marianninega prvega moža Franza se preseli v vilo v Küblachu. Zaradi brezobzirnega obnašanja do ljudi in okolja pogosto pride v konflikt s Stefanom. Zaljubi se v Anno Rombach, ki se za kratek čas preseli k njemu s sinom Davidom. Zaradi njegovega karakterja zveza kmalu propade. | 20-21 (253-278)  |
| Vincent Mauz           | David Rombach, rojen Hansen (št. 2) | 20-21 (255-277)  |
| Marianne Rappenglück   | Franziska Sauer dela v Küblachu kot zdravstvena pomočnica pri dr. Mödinger in kasneje pri Marie Stadler. Ko se udeleži tečaja podiranja dreves v Störzingu, se s Franzom Breitkreuzom zbližata. Skupaj si začneta novo življenje v Störzingu. | 21-24 (275-317)  |
| Luis Grünler           | Lukas Leitner je nezakonski sin Sonje Schwanthaler in njenega bivšega moža Karstena. Odrašča kot Stefanov sin in z njim živi tudi po Sonjini smrti, medtem ko njegov biološki oče živi v tujini. (Vlogo je že igral Atreju Lachatte v epizodah od 255 do 267 in izmenično Tom Steinke in Marius Hertzog v epizodah od 269 do 281.) | 22-24 (282-319)  |
| Petra Zieser           | Maria Grandl vodi veliko mlekarno v Störzingu in je članica lokalnega sveta. Kot Konstantinova mati je sprva proti njegovi zvezi z Jenny. Ima napet odnos s Stefanom Leitnerjem. | 22-24 (282-319)  |
| Eisi Gulp              | Xaver Gammerdinger je ekološki kmet in član lokalnega sveta v Störzingu. Tam s svojim alternativnim načinom razmišljanja pogosto užali ljudi. S Stefanom postaneta prijatelja. | 22-24 (282-321)  |
| Alexander Becht        | Konstantin Grandl je sin Marie Grandl in študira poslovno administracijo. Na mamino žalost se zaljubi v Stefanovo hčer Jenny. Ko materini mlekarni grozi stečaj, najde rešitev in se odslej vključuje v podjetje. | 22-24 (282-318)  |
| Johann Schuler         | Franz Berghammer je lovec in član lokalnega sveta v Störzingu. | 22-24 (282-319)  |
| Eva-Maria Höfling      | Luise ''Lissy'' Breitner vodi Gostišče Breitner v Störzingu in je članica lokalnega sveta. | 22-24 (282-319)  |
| Franziska Janetzko     | Gospa Steiner dela kot tajnica pri Petru Köglu. | 22-24 (282-321)  |
| Eva-Maria Reichert     | Eva Dacher dela kot gozdarka pri Stefanu. Študirala je gozdarstvo. Pozneje postane direktorica gozdnega doživljajskega centra. Njeno razmerje z Gerom Kepplerjem (Matthias Beier), lastnikom vrtnarije in trgovine z doma narejenimi izdelki, po kratkem času razpade, ko ugotovi, da je po gozdu raznašal škodljivce. | 22-24 (283-321)  |
| Markus Ertelt          | Ronald ''Ronny'' Badstuber dela kot gozdar za Stefana, s katerim ima sprva napet odnos. Za podkupnino obvešča Mario Grandl o Stefanovih načrtih. | 22-24 (283-321)  |
| Sabrina White          | Petra Gebauer po moževi smrti sama vodi kmetijo, kjer živi s hčerko Anno. Daniel ji nekaj časa pomaga, nato pa se preseli k njej na kmetijo. Postaneta par. | 22-24 (284-318)  |
| Leonie Brill           | Anna Gebauer je Petrina hči in Lisina šolska prijateljica. | 22-24 (284-317)  |

## Lokacije snemanja
Zunanji posnetki (kraja Küblach) so bili prvotno posneti v Isenu na Zgornjem Bavarskem, kjer se v zgodnejših epizodah nahaja tudi gostišče Ochsen (nekdanja mesnica in gostišče Anzenberger). Na začetku je bilo veliko snemanj na prostem v regiji okoli Röhrnbacha in Poschetsrieda v Bavarskem gozdu.
Od leta 1997 naprej je snemanje potekalo v Ortenburgu v okrožju Passau. Za snemanje zunanjega dogajanja v Küblachu so spremenili mestne table, gostišče Zur Post je bilo prikazano kot gostišče Zum Ochsen, glavni trg in mestna hiša pa sta bila pogosto uporabljena kot ozadje. Večina posnetkov zunanjosti in pokrajine v prvih 17-ih sezonah izvira iz okolice Oberseilberga v Bavarskem gozdu. Pomembni snemalni lokaciji sta bili takrat tudi Passau in Freyung. Sama gozdarska hiša za sezone 1–17 in njena okolica se nahajata v gozdovih Zgornje Bavarske južno od Dietramszella. Neposredno blizu gozdarske koče je Dietramszeller Waldweiher, ki ga lahko vidimo kot jezero v mnogih epizodah. Cerkev Maria Elend (Marija v izgnanstvu), nedaleč od tod, je služila tudi kot ozadje za serijo v sezonah 2–21. Grad Bernried v filmu je dejansko grad Hofhegnenberg blizu Meringa na Švabskem. Samostan Dietramszell je od zunaj pogosto videti kot samostan, posnetki notranjosti samostana pa večinoma izvirajo iz samostana Benediktbeuern. Večina snemanja 11. epizode 3. sezone je potekala v Keniji. Tudi 17. sezona je bila posneta v Južni Afriki.
Od 18. sezone dalje, po snemanju v tujini v bližini Calgaryja in na Islandiji, je bilo predstavljeno novo izmišljeno mesto Störzing. Od takrat so snemanja potekala predvsem na območju okoli jezer Starnberger See in Ammersee, snemanje pa je potekalo predvsem v Starnbergu, Iffeldorfu in Dießenu.

## Glasba
Začetno in odjavno špico serije je ustvaril nemški skladatelj Martin Böttcher, ki je zložil tudi celotno glasbo za prvo sezono serije. Glasba za uvodno špico je bila prvotno namenjena seriji Die Schwarzwaldklinik. Pozneje so za namen ustvarjanja glasbe za serijo angažirali skladatelja Hansa Hammerschmida. Po prvi izdaji na LP je glasba leta 1989 izšla tudi na zgoščenki.
Glavna tema serije je bila pozneje trikrat posodobljena in sodobneje sestavljena, a ta ''posodobitev'' ni bila zaupana Martinu Böttcherju, temveč Bernhardu Zellerju. Izvirna različica tematske pesmi v uvodni in zaključni špici je ostala za prvih osem sezon. Od devete sezone so uporabljali posodobljeno verzijo. Z uvedbo novega gozdarja Stefana Leitnerja v 18. sezoni je bila predstavljena še ena nova različica, ki je le malo spominjala na izvirnik Martina Böttcherja. Od 22. sezone so uporabljali popolnoma novo tematsko glasbo Bernharda Zellerja.

## Mediji